# 姜潤身
姜潤身（15世紀—16世紀），字德華，號艾峰，錦衣衛籍山東萊州府膠州人，明朝政治人物。

## 生平
姜潤身是正德八年（1513年）的舉人，嘉靖五年（1526年）成進士，六年（1527年）授鹽城知縣，有清廉的治績，七年（1528年）地方遇上蝗災，他設法抓捕蝗蟲，八年（1529年）整修學宮，同年改任山陽知縣，很快以治行卓異，十二年（1533年）擢為廣東道監察御史，巡按山西，巡按畿輔，有風裁。十七年（1538年）陞順天府府丞，卻在十八年（1539年）被南京江西道監察御史利賓彈劾，遭勒令致仕。
姜潤身的繼室王氏在他去世時年僅二十六歲，清貧守寡，足不出戶，獲旌表。

## 引用
1. 1 2  民國《增修膠志·卷四十·人物志 明事功》：姜潤身，選子，舊志云嘉靖五年進士，授南直隸鹽城知縣，明於治體、飭躬廉直，以治行卓異擢監察御史，巡按山西、畿輔皆著風規，墨吏斂迹，遷北直隸順天府府丞致仕歸。
2. ↑  民國《增修膠志·卷二十四·選舉志 明選舉》：（正德）癸酉科 姜潤身 選子，錦衣衛籍，見進士……嘉靖 五年丙戌科（進士） 姜潤身 龔用卿榜，有傳
3. ↑  同治《（江蘇）山陽縣志·卷五·職官一》：姜潤身 膠州人，（嘉靖）八年任……右明知縣五十四人
4. ↑  《明世宗肅皇帝實錄·卷一百五十一》：（嘉靖十二年六月）丙子……選授太常寺博士倪嵩，行人周文燭、郝維嶽，知縣陳表、姜潤身、戴璟、盧瓚俱試監察御史……潤身廣東道……
5. ↑  光緒《鹽城縣志·卷八·職官志下》：姜潤身，字德華，膠州人 《萬姓統譜》，丙戌進士 《膠州志》，嘉靖六年 舊志 任鹽城令，練達治體、廉直著聞 《膠州志》，七年蝗大起，潤身設法捕治之 舊志祥異，八年修學宫 舊志學校，以治行卓異擢御史巡按畿輔，風裁大振 《膠州志》。
6. ↑  《明世宗肅皇帝實錄·卷二百十三》：（嘉靖十七年六月）癸亥陞監察御史姜潤身為順天府府丞。
7. ↑  《明世宗肅皇帝實錄·卷二百三十》：（嘉靖十八年十月癸巳）南京江西等道監察御史利賓等以考察論劾兵部尚書張瓚、禮部尚書嚴嵩、工部尚書甘為霖、掌詹事府事禮部尚書溫仁和、吏部尚書許讚、都察院右僉都御史胡守中、總督漕運右都御史周金、提督南贛等處右副都御史鄭坤、右通政呂希周、大理寺右寺丞李鶴鳴、翰林院侍讀學士廖道南、侍講胡經、侍讀華察、太僕寺卿楊維聰、原任太僕寺少卿李邦直、尚寶司卿陳箎、順天府府丞姜潤身、南京尚寶司卿陳鯨、應天府府丞朱隆禧各不職，疏上得旨張瓚等十五員已有旨矣，姜潤身令致仕……
8. ↑  《古今圖書集成·明倫彙編·閨媛典·卷二百四十一·閨節部列傳一百二十三 明一百十八》：姜潤身繼室王氏 按《膠州志》：「王氏，郡丞姜潤身繼室。潤亡，氏年二十六，貧守衰門，窮年茹苦，足跡不踰庭戶，雖宗族姻親莫聞其聲。事聞，旌表。」